# Sénateurs désignés par le Parlement de Catalogne
Les sénateurs désignés par le Parlement de Catalogne représentent la communauté autonome de Catalogne au Sénat espagnol.

## Normes et désignation
La faculté pour chaque communauté autonome de désigner un ou plusieurs sénateurs au Sénat, conçu comme une chambre de représentation territoriale, est énoncée à l'article 69, alinéa 5, de la Constitution espagnole de 1978. La désignation est régie par l'article 61 du statut d'autonomie de la Catalogne, la loi catalane 6/2010 portant désignation des sénateurs représentant la Catalogne et le règlement du Parlement,.
Tout citoyen jouissant de ses droits civils et politiques, ayant une trajectoire professionnelle ou politique relevante, et ayant la qualité de citoyen catalan peut être désigné sénateur. Après la tenue des élections régionales et la constitution du Parlement, le bureau du Parlement détermine le nombre de sénateurs à désigner conformément à la législation applicable. Le bureau, après consultation de la junte des porte-parole, répartit les sénateurs entre les différents groupes parlementaires proportionnellement à leur importance numérique. En cas d'égalité, le sénateur est attribué au groupe auquel n'est pas encore attribué de siège ou, dans le cas contraire, au groupe ayant reçu le plus grand nombre de voix lors des dernières élections régionales. Le président du Parlement fixe un délai ne pouvant excèder trente jours à compter de la constitution du bureau au cours duquel les groupes sont chargés de présenter leurs candidats en respectant la parité. À ce titre, les groupes devant désigner plus d'un sénateur doivent présenter des candidats dans une proportion de femmes ou d'hommes ne pouvant être inférieure à 40 %. Dans le cas des groupes ne devant désigner qu'un seul sénateur, le bureau et la junte des porte-parole sont chargés de vérifier que la somme de ces sénateurs tend à respecter la parité. La commission du Statut des députés est ensuite chargée de rédiger un rapport sur l'éligibilité des candidats proposés. La liste de candidats est enfin soumise au vote de l'ensemble des députés réunis en session plénière spécifique. En cas de vacance, le groupe parlementaire dont est issu le sénateur démissionnaire est chargé de proposer un nouveau candidat. Si ce groupe est dissous, le siège de sénateur est attribué à un nouveau groupe de manière proportionnelle.
La dissolution du Parlement de Catalogne met fin au mandat des sénateurs désignés, ceux-ci restent néanmoins en poste jusqu'à la désignation des nouveaux sénateurs. En cas de dissolution du Sénat, les sénateurs désignés restent en place sans nécessité d'un nouveau vote.

## Synthèse
| UCD     |       | 1 |   |   |   |   |   |   |   |   |   |   |   |   |   |   |   |  |  |
| CiU     |       | 2 | 3 | 3 | 4 | 5 | 3 | 3 | 2 | 2 | 3 | 4 | 4 |   |   |   |   |  |  |
| PSC     |       | 2 | 2 | 2 | 2 | 2 | 2 | 2 | 2 | 2 | 2 | 2 | 1 | 1 | 1 | 3 | 3 |  |  |
| PSUC    |       | 1 |   |   |   |   |   |   |   |   |   |   |   |   |   |   |   |  |  |
| AP      |       |   | 1 |   |   |   |   |   |   |   |   |   |   |   |   |   |   |  |  |
| ERC     |       | 1 |   |   |   |   | 1 | 1 | 1 | 1 | 1 |   | 1 | 2 | 2 | 3 | 1 |  |  |
| ICV     |       |   |   | 1 |   |   |   |   | 1 | 1 | 1 | 1 | 1 |   |   |   |   |  |  |
| PP      |       |   |   |   |   |   | 1 | 1 | 1 | 1 | 1 | 1 | 1 | 1 |   |   | 1 |  |  |
| CDC     |       |   |   |   |   |   |   |   |   |   |   |   |   | 2 |   |   |   |  |  |
| Cs      |       |   |   |   |   |   |   |   |   |   |   |   |   | 1 | 2 |   |   |  |  |
| Podemos |       |   |   |   |   |   |   |   |   |   |   |   |   | 1 | 1 |   |   |  |  |
| Junts   |       |   |   |   |   |   |   |   |   |   |   |   |   |   | 2 | 2 | 3 |  |  |
|         |       |   |   |   |   |   |   |   |   |   |   |   |   |   |   |   |   |  |  |
| Total   | Total | 7 | 6 | 6 | 6 | 7 | 7 | 7 | 7 | 7 | 8 | 8 | 8 | 8 | 8 | 8 | 8 |  |  |

## Législatures

### Ire
| Parti | Parti                        | Sénateurs désignés       | Voix        |
| ----- | ---------------------------- | ------------------------ | ----------- |
| CiU   |                              | Pere Pi-Sunyer i Bayó    | Assentiment |
| CiU   | Jordi Escoda i Vila          |                          | Assentiment |
| PSC   |                              | Joan Codina i Torres     | Assentiment |
| PSC   | Joan Baptista Prats i Català |                          | Assentiment |
| PSUC  |                              | Pere Portabella i Ràfols | Assentiment |
| ERC   |                              | Víctor Torres i Perenya  | Assentiment |
| UCD   |                              | Anton Cañellas Balcells  | Assentiment |

- Désignation : 4 juin 1980.

| Parti | Parti                        | Sénateurs désignés       | Voix |
| ----- | ---------------------------- | ------------------------ | ---- |
| CiU   |                              | Pere Pi-Sunyer i Bayó    | 96   |
| CiU   | Jordi Escoda i Vila          |                          | 96   |
| PSC   |                              | Joan Codina i Torres     | 96   |
| PSC   | Joan Baptista Prats i Català |                          | 96   |
| PSUC  |                              | Pere Portabella i Ràfols | 96   |
| ERC   |                              | Víctor Torres i Perenya  | 96   |
| UCD   |                              | Anton Cañellas Balcells  | 96   |

- Désignation : 22 novembre 1982.
- Joan Prats (PSC) est remplacée en mars 1983 par Marta Àngela Mata i Garriga par assentiment.
- Jordi Escoda (CiU) qui n'a pas pris possession de son mandat est nouvellement désigné en juin 1983 à l'unanimité.

### IIe
| Parti | Parti                  | Sénateurs désignés        | Voix      |
| ----- | ---------------------- | ------------------------- | --------- |
| CiU   |                        | Joan Josep Martí i Ferrer | Unanimité |
| CiU   | Pere Pi-Sunyer i Bayó  |                           | Unanimité |
| CiU   | Enric Vendrell i Duran |                           | Unanimité |
| PSC   |                        | Joan Codina i Torres      | Unanimité |
| PSC   | Felip Lorda i Aláiz    |                           | Unanimité |
| AP    |                        | Domènec Romera i Alcázar  | Unanimité |

- Désignation : 27 juin 1984.

| Parti | Parti                  | Sénateurs désignés        | Voix |
| ----- | ---------------------- | ------------------------- | ---- |
| CiU   |                        | Joan Josep Martí i Ferrer | 109  |
| CiU   | Pere Pi-Sunyer i Bayó  |                           | 109  |
| CiU   | Enric Vendrell i Duran |                           | 109  |
| PSC   |                        | Joan Codina i Torres      | 109  |
| PSC   | Felip Lorda i Aláiz    |                           | 109  |
| AP    |                        | Jorge Fernández Díaz      | 109  |

- Désignation : 26 juin 1986.

### IIIe
| Parti | Parti                  | Sénateurs désignés    | Voix |
| ----- | ---------------------- | --------------------- | ---- |
| CiU   |                        | Joaquim Ferrer i Roca | 104  |
| CiU   | Enric Vendrell i Duran |                       | 104  |
| CiU   | Jorge Fernández Díaz   |                       | 104  |
| PSC   |                        | Felip Lorda i Aláiz   | 104  |
| PSC   | Jordi Solé Tura        |                       | 104  |
| ICV   |                        | Roc Fuentes i Navarro | 104  |

- Désignation : 26 juillet 1988.

| Parti | Parti                    | Sénateurs désignés    | Voix |
| ----- | ------------------------ | --------------------- | ---- |
| CiU   |                          | Joaquim Ferrer i Roca | 75   |
| CiU   | Enric Vendrell i Duran   | 73                    |      |
| CiU   | Víctor Colomé i Farré    | 70                    |      |
| PSC   |                          | Felip Lorda i Aláiz   | 59   |
| PSC   | Josep Maria Sala i Griso | 48                    |      |
| ICV   |                          | Roc Fuentes i Navarro | 25   |

- Désignation : 14 novembre 1989.

### IVe
| Parti | Parti                     | Sénateurs désignés         | Voix |
| ----- | ------------------------- | -------------------------- | ---- |
| CiU   |                           | Francesc Codina i Castillo | 100  |
| CiU   | Ramon Companys i Sanfeliu | 101                        |      |
| CiU   | Joaquim Ferrer i Roca     | 101                        |      |
| CiU   | Josep Sánchez Llibre      | 99                         |      |
| PSC   |                           | Josep Maria Sala i Griso   | 101  |
| PSC   | Esteve Tomàs i Torrens    | 101                        |      |

- Désignation : 29 avril 1992.

| Parti | Parti                     | Sénateurs désignés         | Voix |
| ----- | ------------------------- | -------------------------- | ---- |
| CiU   |                           | Francesc Codina i Castillo | 86   |
| CiU   | Ramon Companys i Sanfeliu |                            | 86   |
| CiU   | Joaquim Ferrer i Roca     |                            | 86   |
| CiU   | Joan Rigol i Roig         |                            | 86   |
| CiU   | Joan Maria Roig i Grau    |                            | 86   |
| PSC   |                           | Joan Reventós i Carner     | 86   |
| PSC   | Josep Maria Sala i Griso  |                            | 86   |

- Désignation : 16 juin 1993.

### Ve
| Parti | Parti                    | Sénateurs désignés       | Voix        |
| ----- | ------------------------ | ------------------------ | ----------- |
| CiU   |                          | Ramon Camp i Batalla     | Assentiment |
| CiU   | Joan Rigol i Roig        |                          | Assentiment |
| CiU   | Joan Maria Roig i Grau   |                          | Assentiment |
| PSC   |                          | Lluís Armet i Coma       | Assentiment |
| PSC   | Josep Maria Sala i Griso |                          | Assentiment |
| PP    |                          | Alejo Vidal-Quadras Roca | Assentiment |
| ERC   |                          | Àngel Colom i Colom      | Assentiment |

- Désignation : 19 décembre 1995.

| Parti | Parti                    | Sénateurs désignés       | Voix |
| ----- | ------------------------ | ------------------------ | ---- |
| CiU   |                          | Joaquim Ferrer i Roca    | 110  |
| CiU   | Joan Rigol i Roig        |                          | 110  |
| CiU   | Joan Maria Roig i Grau   |                          | 110  |
| PSC   |                          | Lluís Armet i Coma       | 110  |
| PSC   | Josep Maria Sala i Griso |                          | 110  |
| PP    |                          | Alejo Vidal-Quadras Roca | 110  |
| ERC   |                          | Àngel Colom i Colom      | 110  |

- Désignation : 13 mars 1996.
- Josep Maria Sala (PSC) est remplacé en novembre 1997 par Rosa Barenys i Martorell par assentiment.
- Alejo Vidal-Quadras (PP) est remplacé en juillet 1999 par Rafael Luna i Vivas par assentiment.

### VIe
| Parti | Parti                      | Sénateurs désignés     | Voix        |
| ----- | -------------------------- | ---------------------- | ----------- |
| CiU   |                            | Joan Maria Roig i Grau | Assentiment |
| CiU   | Domènec Sesmilo i Rius     |                        | Assentiment |
| CiU   | Joan Horaci Simó i Burgués |                        | Assentiment |
| PSC   |                            | Lluís Armet i Coma     | Assentiment |
| PSC   | Ramon Espasa i Oliver      |                        | Assentiment |
| PP    |                            | Rafael Luna i Vivas    | Assentiment |
| ERC   |                            | Carles Bonet i Revés   | Assentiment |

- Désignation : 29 mars 2000.
- Rafael Luna (PP) est remplacé en juin 2001 par Alberto Fernández Díaz par assentiment.
- Lluís Armet (PSC) est remplacé en décembre 2001 par Montserrat Duch Plana par assentiment.
- Joan Maria Roig (CiU) est remplacé en décembre 2001 par Marià Curto i Forés par assentiment.

### VIIe
| Parti | Parti                        | Sénateurs désignés    | Voix        |
| ----- | ---------------------------- | --------------------- | ----------- |
| CiU   |                              | Jordi Casas i Bedós   | Assentiment |
| CiU   | Pere Macias i Arau           |                       | Assentiment |
| PSC   |                              | Ramon Espasa i Oliver | Assentiment |
| PSC   | Maria Assumpta Baig i Torras |                       | Assentiment |
| ERC   |                              | Carles Bonet i Revés  | Assentiment |
| PP    |                              | Josep Piqué i Camps   | Assentiment |
| ICV   |                              | Jaume Bosch i Mestres | Assentiment |

- Désignation : 29 décembre 2003.

| Parti | Parti                        | Sénateurs désignés    | Voix        |
| ----- | ---------------------------- | --------------------- | ----------- |
| CiU   |                              | Jordi Casas i Bedós   | Assentiment |
| CiU   | Pere Macias i Arau           |                       | Assentiment |
| PSC   |                              | Ramon Espasa i Oliver | Assentiment |
| PSC   | Maria Assumpta Baig i Torras |                       | Assentiment |
| ERC   |                              | Carles Bonet i Revés  | Assentiment |
| PP    |                              | Josep Piqué i Camps   | Assentiment |
| ICV   |                              | Jaume Bosch i Mestres | Assentiment |

- Désignation : 24 mars 2004.

### VIIIe
| Parti | Parti                        | Sénateurs désignés     | Voix |
| ----- | ---------------------------- | ---------------------- | ---- |
| CiU   |                              | Pere Macias i Arau     | 124  |
| CiU   | Jordi Casas i Bedós          |                        | 124  |
| PSC   |                              | Joan Sabaté i Borràs   | 124  |
| PSC   | Maria Assumpta Baig i Torras |                        | 124  |
| ERC   |                              | Carles Bonet i Revés   | 124  |
| PP    |                              | Josep Piqué i Camps    | 124  |
| ICV   |                              | Joan Josep Nuet Pujals | 124  |

- Désignation : 21 décembre 2006.
- Josep Piqué (PP) est remplacé en octobre 2007 par Daniel Sirera i Bellés par assentiment.

| Parti | Parti                    | Sénateurs désignés           | Voix        |
| ----- | ------------------------ | ---------------------------- | ----------- |
| CiU   |                          | Jordi Casas i Bedós          | Assentiment |
| CiU   | Joan Maria Roig i Grau   |                              | Assentiment |
| CiU   | Jordi Vilajoana i Rovira |                              | Assentiment |
| PSC   |                          | Maria Assumpta Baig i Torras | Assentiment |
| PSC   | Joan Sabaté i Borràs     |                              | Assentiment |
| ERC   |                          | Carles Bonet i Revés         | Assentiment |
| PP    |                          | Daniel Sirera i Bellés       | Assentiment |
| ICV   |                          | Joan Josep Nuet Pujals       | Assentiment |

- Désignation : 12 mars 2008.
- Daniel Sirera (PP) est remplacé le 16 avril 2008 par Alicia Sánchez-Camacho Pérez par assentiment.

### IXe
| Parti | Parti                    | Sénateurs désignés           | Voix |
| ----- | ------------------------ | ---------------------------- | ---- |
| CiU   |                          | Coralí Cunyat i Badosa       | 117  |
| CiU   | Eva Parera i Escrichs    |                              | 117  |
| CiU   | Joan Maria Roig i Grau   |                              | 117  |
| CiU   | Jordi Vilajoana i Rovira |                              | 117  |
| PSC   |                          | Maria Assumpta Baig i Torras | 117  |
| PSC   | Joan Sabaté i Borràs     |                              | 117  |
| PP    |                          | Alicia Sánchez-Camacho Pérez | 117  |
| ICV   |                          | Joan Saura i Laporta         | 117  |

- Désignation : 9 février 2011.
- Assumpta Baig et Joan Sabaté (PSC) sont remplacés en décembre 2011 par José Montilla Aguilera et Iolanda Pineda i Balló avec 106 voix favorables.
- Joan Maria Roig (CiU) est remplacé en mars 2012 par Josep Maldonado i Gili avec 91 voix favorables.

### Xe
| Parti | Parti                          | Sénateurs désignés           | Voix |
| ----- | ------------------------------ | ---------------------------- | ---- |
| CiU   |                                | Josep Maldonado i Gili       | 112  |
| CiU   | Josep Lluís Cleries i Gonzàlez |                              | 112  |
| CiU   | Eva Parera i Escrichs          |                              | 112  |
| CiU   | Coralí Cunyat i Badosa         |                              | 112  |
| ERC   |                                | Ester Capella i Farré        | 112  |
| PSC   |                                | José Montilla Aguilera       | 112  |
| PP    |                                | Alicia Sánchez-Camacho Pérez | 112  |
| ICV   |                                | Joan Saura i Laporta         | 112  |

- Désignation : 23 janvier 2013.
- Eva Parera (CiU) est remplacée en juillet 2014 par Salvador Sedó i Alabart avec 95 voix favorables.

### XIe
| Parti   | Parti                          | Sénateurs désignés            | Voix |
| ------- | ------------------------------ | ----------------------------- | ---- |
| ERC     |                                | Mirella Cortès i Gès          | 122  |
| ERC     | Bernat Picornell i Grenzner    |                               | 122  |
| CDC     |                                | Elisabeth Abad i Giralt       | 122  |
| CDC     | Josep Lluís Cleries i Gonzàlez |                               | 122  |
| Cs      |                                | Francesc Xavier Alegre Buxeda | 122  |
| PSC     |                                | José Montilla Aguilera        | 122  |
| Podemos |                                | Sara Vilà i Galan             | 122  |
| PP      |                                | Xavier García Albiol          | 122  |

- Désignation : 7 janvier 2016.

### XIIe
| Parti   | Parti                       | Sénateurs désignés             | Voix |
| ------- | --------------------------- | ------------------------------ | ---- |
| Cs      |                             | Francesc Xavier Alegre Buxeda  | 130  |
| Cs      | Lorena Roldán Suárez        |                                | 130  |
| Junts   |                             | Josep Lluís Cleries i Gonzàlez | 130  |
| Junts   | Marta Pascal i Capdevila    |                                | 130  |
| ERC     |                             | Mirella Cortès i Gès           | 130  |
| ERC     | Bernat Picornell i Grenzner |                                | 130  |
| PSC     |                             | José Montilla Aguilera         | 130  |
| Podemos |                             | Sara Vilà i Galan              | 130  |

- Désignation : 4 mai 2018.
- José Montilla (PSC) est remplacé en novembre 2019 par Manel de la Vega Carrera avec 123 voix favorables.
- Mirella Cortès (ERC) est remplacée en novembre 2019 par Adelina Escandell i Grases avec 83 voix favorables.
- Marta Pascal (Junts) est remplacée en mai 2020 par Assumpció Castellví Auví avec 90 voix favorables.
- Xavier Alegre (Cs) démissionne en décembre 2020 et n'est pas remplacé.
- Lorena Roldán (Cs) démissionne en janvier 2020 et n'est pas remplacée.

### XIIIe-XIVe
| Parti | Parti                        | Sénateurs désignés         | Voix |
| ----- | ---------------------------- | -------------------------- | ---- |
| PSC   |                              | Manel de la Vega Carrera   | 106  |
| PSC   | Lorena González Dios         |                            | 106  |
| PSC   | Antoni Poveda Zapata         |                            | 106  |
| ERC   |                              | Adelina Escandell i Grases | 106  |
| ERC   | Pau Furriol i Fornells       |                            | 106  |
| ERC   | Josep Maria Reniu i Vilamala |                            | 106  |
| Junts |                              | Assumpció Castellví i Auví | 106  |
| Junts | Josep Lluís Cleries          |                            | 106  |

- Désignation : 13 mai 2021.
- Manel de la Vega (PSC) est remplacé en septembre 2021 par Eva Granados avec 50 voix favorables.
  - Eva Granados (PSC) est remplacée le 25 janvier 2024 par Alfonso García Rodríguez avec 102 voix favorables.
- Assumpció Castellví (Junts) est remplacée le 26 juillet 2023 par Teresa Pallarès Piqué avec 97 voix favorables.
- Lorena González (PSC) est remplacée le 26 juillet 2023 par Núria Marín Martínez avec 96 voix favorables.
- Adelina Escandell (ERC) est remplacée le 1er septembre 2023 par Héctor Sánchez Mira avec 94 voix favorables.
- Pau Furriol (ERC) est remplacé le 1er septembre 2023 par Laura Castel i Fort avec 100 voix favorables.

### XVe
| Parti | Parti                     | Sénateurs désignés    | Voix |
| ----- | ------------------------- | --------------------- | ---- |
| PSC   |                           | Núria Marín Martínez  | 114  |
| PSC   | Antoni Poveda Zapata      |                       | 114  |
| PSC   | Alfonso García Rodríguez  |                       | 114  |
| Junts |                           | Eduard Pujol i Bonell | 114  |
| Junts | Teresa Pallarès Piqué     |                       | 114  |
| Junts | Francesc Xavier Ten Costa |                       | 114  |
| ERC   |                           | Laura Castel i Fort   | 114  |
| PP    |                           | Lorena Roldán Suárez  | 114  |

- Désignation : 25 juillet 2024.
- Núria Marín Martínez est remplacée le 16 octobre 2024 par Abigail Garrido.